# Антуан (герцог Брабанта)
Антуан Бургундский (фр. Antoine de Bourgogne; август 1384 — 25 октября 1415) — граф Ретеля в 1393—1406 годах, герцог Брабанта, герцог Лимбурга и маркграф Антверпена с 1406 года, сын герцога Бургундии Филиппа II и Маргариты III, графини Фландрии, Невера и Ретеля, брат герцога Бургундии Жана Бесстрашного. Первый герцог Брабанта из младшего Бургундского дома. 

## Биография
Отец Антуана Филипп II Смелый, герцог Бургундский, передал ему графство Ретель в 1393 году, однако графство перешло к его младшему брату Филиппу в 1406 году, когда Антуан унаследовал герцогство Брабант, герцогство Лимбург и маркграфство Антверпен после смерти его двоюродной бабушки Жанны Брабантской.
В борьбе между герцогом Людовиком Орлеанским и его старшим братом Жаном Бесстрашным, герцогом Бургундским, Антуан Брабантский был на стороне Жана, но несколько раз выступал в качестве посредника. Участвовал в захвате Хэма в 1411 году, но, когда английские войска вторглись в герцогство, он захотел участвовать в боевых действиях против англичан.
Герцог Антуан Брабантский прибыл после начала битвы при Азенкуре, и отчаянно вступил в боевые действия. Он был пленён, как и многие другие, и казнен во время резни по приказу короля Англии Генриха V Завоевателя, вероятно неопознанным. Останки Антуана были погребены в храме Тервюрен недалеко от Брюсселя.

## Брак и дети
1-я жена: с 21 февраля 1402, Аррас: Жанна (ум. 12 августа 1407), дочь Валерана III, графа де Сен-Поль. Дети:
- Жан IV (11 июня 1403, Утрехт—17 апреля 1427, Брюссель), герцог Брабанта с 1415
- Филипп (25 июля 1404—4 августа 1430, Лувен), герцог Брабанта с 1427

2-я жена: официально с 27 апреля 1409, Прага; фактически 16 июля 1409, Брюссель: Елизавета фон Гёрлиц (ноябрь 1390—3 августа 1451), герцогиня Люксембурга. Дети:
- Гильом (Вильгельм) (2 июня 1410—10 июля 1410)
- NN (1412—1412)

Кроме того Антуан имел двух внебрачных детей:
- Жанна; муж: Филипп де ла Вьенн, сеньор де Момез
- Агнес (ум. после июля 1455); муж: Педро де Перальта (ум. 1491/1492), граф Сантестебана